# Arcyptera fusca
Espèce
Arcyptera fusca, l'arcyptère bariolée ou criquet bariolé, est une espèce d'insectes orthoptères caelifères de la famille des Acrididae.

## Distribution
Cette espèce est présente dans un grand tiers sud-est de la France, jusqu'à une ligne Pyrénées-Atlantiques - Jura, dans les Bouches-du-Rhône et dans le Tarn. Absent de Corse. Présent en Suisse. En Allemagne, il s'est considérablement raréfié (il n'existe plus qu'une population isolée en Bavière).

## Habitat
Ce criquet réside dans des zones montueuses et en montagne (jusqu'à 2 400 m) dans des endroits xériques comme des pelouses sèches, rocailleuses, à la végétation pauvre.

## Comportement
Farouche, le mâle émet en volant un crépitement ; une fois posé, il frotte souvent brièvement ses fémurs contre ses tegmina (élytres), émettant ainsi un son court et puissant.

## Référence
- Pallas, 1773